# Hugh Lane

Hugh Lane (1909)

Sir Hugh Percy Lane (* 9. November 1875 im County Cork, Irland; † 7. Mai 1915 im Atlantischen Ozean vor Irland) war ein irischer Kunstsammler und -händler.

## Leben
Lane war eines von acht Kindern von James William Lane (1846–1909), einem anglikanischen Pfarrer, und dessen Frau Frances Adelaide Persse, einer Schwester der Dramatikerin und Folkoristin Lady Isabella Augusta Gregory und direkten Nachfahrin von Dudley Persse (1625–1699), einem anglikanischen Geistlichen aus dem 17. Jahrhundert. Geboren wurde Lane in Irland, wuchs jedoch im englischen Cornwall auf. Schon als Kind interessierte sich Lane für Kunst. Während seine Brüder Sport trieben, verbrachte er die Zeit damit, sich Gemälde und Zeichnungen anzusehen. Diese Vorliebe formte sein ganzes Leben. Schon als Jugendlicher träumte er davon, eine eigene Galerie zu haben.

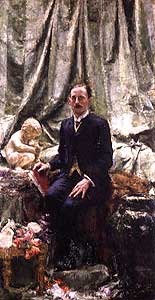
Antonio Mancini: Sir Hugh Lane, Öl auf Leinwand, 1913

Er zog als junger Mann nach Dublin, wo er eine Galerie für Moderne Kunst auf einer Brücke über dem Fluss Liffey eröffnen wollte. Die Stadtverwaltung schob dem einen Riegel vor, da man davon ausging, dass das schmutzige Flusswasser den Bildern schaden und die benötigten Gebäude das Flusspanorama beeinträchtigen würde. Aus Protest machte er seine Sammlung zeitgenössischer französischer, italienischer und englischer Werke zu einer Leihgabe für die National Gallery in London. Letztendlich erfüllte sich Lane seinen Traum, indem er in Dublin die Municipal Gallery of Modern Art (die erste öffentliche Galerie für Moderne Kunst der Welt) eröffnete. Außerdem ist er vor allen Dingen für die Förderung Bildender Kunst in Irland bekannt geworden. Am 22. Juli 1909 wurde er als Knight Bachelor („Sir“) geadelt.
In Cornwall absolvierte Lane eine Ausbildung als Restaurator von Gemälden. Er wurde ein erfolgreicher und gefragter Kunsthändler in London und wurde zum Direktor der irischen Nationalgalerie ernannt. Durch Besuche bei seiner Tante, Augusta, Lady Gregory, in Coole Park, County Galway, blieb er in regelmäßigem Kontakt mit seiner irischen Heimat, mit der er sich sehr verbunden fühlte. Im Ausland hob Lane die Vorzüge irischer Kunst hervor, er wurde ferner zu einem der ersten Sammler impressionistischer Bilder in Irland. Zu den Werken, die er für die neue Galerie erwarb, gehörten u. a. La Musique aux Tuileries von Édouard Manet, Sur la Plage von Degas, Les Parapluies von Pierre-Auguste Renoir und La Cheminée von Édouard Vuillard. Die Municipal Gallery of Modern Art wurde im Januar 1908 in der Harcourt Street in Dublin eröffnet. Heute heißt sie Dublin City Gallery The Hugh Lane, besser bekannt als The Hugh Lane Gallery. Da die 1908 eröffnete Galerie nur als Übergangslösung galt, suchte Lane nach einem größeren und geeigneteren Gebäude, die auch weitere Bilder französischer Impressionisten aufnehmen könnte, die er stiften wollte. Nachdem verschiedene Vorschläge auf Widerstand gestoßen waren, fand der von dem Architekten Edwin Lutyens 1913 entwickelte Entwurf einer den Fluss Liffey überspannenden Kunstgalerie weite Zustimmung. Dennoch scheiterte das Projekt an dem zunehmenden Widerstand von William Martin Murphy und dem von ihm herausgegebenen Irish Independent, so dass Lane 1914 entnervt aufgab.

## Tod auf derLusitania

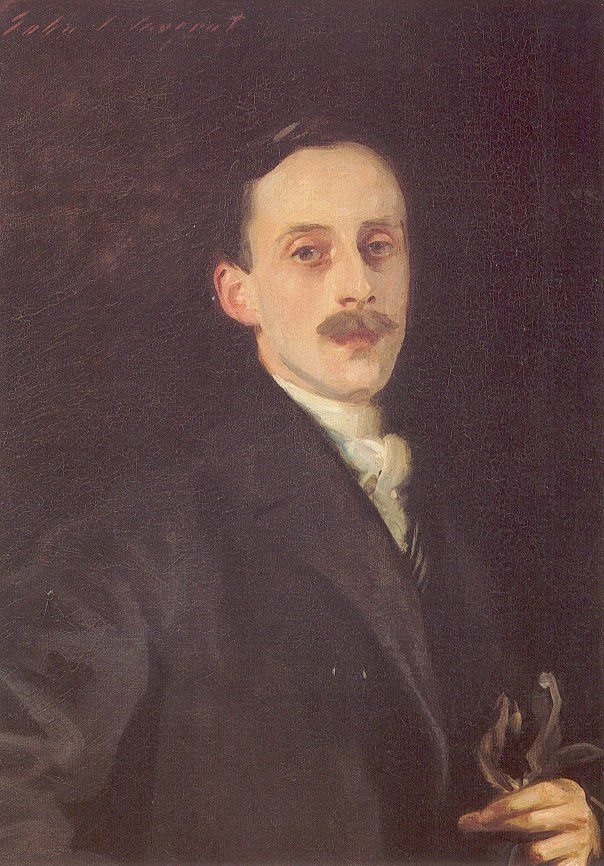
John Singer Sargent: Hugh Lane, Öl auf Leinwand, 1906

Anfang 1915 nahm Sir Lane an einer Mitgliederversammlung des Roten Kreuzes teil, wo er den amerikanischen Porträtmaler John Singer Sargent mit einem Porträt für ihn beauftragte. Am 1. Mai 1915 ging er in New York an Bord des britischen Luxusdampfers Lusitania, um in das Vereinigte Königreich zurückzukehren. Er belegte die Erste-Klasse-Kabine D-26 (Ticket #46101). Den Reportern am Kai, die die prominenten Passagiere interviewten, teilte er mit: „Ich habe bereits die schönste Frau Englands gefragt, ob sie für das Porträt posieren möchte“. Um wen es sich dabei genau handelte, verriet er nicht. Zu seinem Gepäck gehörten mehrere wasserdichte Kisten mit Gemälden von Monet, Rembrandt, Rubens und Tizian, die für die Dublin’s National Gallery gedacht und für vier Millionen Dollar versichert waren. Er reiste in Begleitung von Charles F. Fowles, dem Schatzmeister des Inneneinrichters Scott & Fowles, und dessen Frau Frances. Er wurde während der Reise beim Kartenspiel mit Frederick Pearson und Marguerite Allan, der Frau von Sir Hugh Allan, gesehen.
Am 7. Mai wurde der Liner vor der südirischen Küste von einem deutschen U-Boot torpediert, das Schiff sank innerhalb weniger Minuten. Sir Hugh Lane kam zusammen mit dem Ehepaar Fowles bei dem Unglück ums Leben; seine Leiche und die Kisten mit den Bildern wurden nie gefunden.
Lanes Tod folgte ein jahrzehntelanger Rechtsstreit zwischen der National Gallery in London und der irischen Seite, da sein Testament nicht eindeutig formuliert war. Erst 1959 einigten sich beide Seiten und die Bilder werden heute abwechselnd in London und Dublin ausgestellt.
Im Sommer 1994 behauptete die Taucherin Polly Tapson, im Trümmerfeld der Lusitania die Kisten mit den Gemälden entdeckt zu haben. Da die Behälter noch immer versiegelt und in einem unbeschädigten Zustand waren, hielt es Tapson für durchaus denkbar, dass die kostbaren Malereien nach Jahrzehnten auf dem Meeresgrund noch immer intakt sind. Der irische Kulturminister stellte das Wrack umgehend unter Denkmalschutz, was zum ersten Mal bei einem Schiff geschah, das vor weniger als 100 Jahren gesunken war.